# Golfe 4
 (mars 2023).
Si vous disposez d'ouvrages ou d'articles de référence ou si vous connaissez des sites web de qualité traitant du thème abordé ici, merci de compléter l'article en donnant les références utiles à sa vérifiabilité et en les liant à la section « Notes et références ».
La commune du Golfe 4 est l'une des treize communes de Lomé, capitale du Togo. Créée par le décret présidentiel N° 2017-141 / PR du 20 décembre 2017, elle se situe au centre de la ville et abrite d'importantes institutions nationales. Elle compte 19 conseillers municipaux. Sa population est évaluée à 263 075 habitants en 2010,.

## Géographie
Située dans l’extrême sud-ouest du Togo, le long du littoral du golfe de Guinée, la commune Golfe 4 a pour chef lieu Amoutivé. La partie nord est limitrophe des communes Golfe 2 et 3, au nord-ouest on retrouve la commune Golfe 5, à l’Est la commune Golfe 1, à l’ouest le Ghana et au sud l’Océan Atlantique. Sa superficie est d'environ 15 km2.

Dirigé par Jean-Pierre Fabre depuis 2019, la commune du Golfe 4 est sous le ressort territorial d'Amoutivé. Elle comprend 26 quartiers :
- Amoutivé
- Bassadji
- N'tifafa-Komé-Sud
- Doulassamé
- Lom-nava
- Hanoukopé
- Adoboukomé
- Aguiakomé
- Anagokomé
- Adawlato
- Beniglato
- Biossé
- Assivito
- Sanguéra
- Xlétivikondji
- Octaviano-Nétimé
- Kodjoviakopé
- Nyékonakpoè
- Adjololo
- Kodomé
- Tokoin Gbadago
- CHU Sylvanus Olympio
- Dogbéavu
- Abové
- Bè-Klikamé
- Atikoumé-Adjomayi

## Histoire
Golfe 4 est créée vers 1670 à travers la fondation du quartier d'Amoutivé, qui signifie en langue locale éwé « endroit où il y a deux arbres jumeaux ».
Vers 1800, des populations s'installent à Golf 4. Il s’agit de peuples venant de l’ouest, de l’est et d’autres du Brésil. Ces derniers se sont installés dans les quartiers connus actuellement sous le nom d’Adawlato (qui vient de « adawla » signifiant brousse ou forêt), Kodjoviakopé et le quartier administratif.

## Infrastructures
Golfe 4 cumule plusieurs infrastructure nationales, des banques avec l'Union togolaise des banques UTB circulaire et la Banque sahélo-saharienne pour l'investissement et le commerce, des services publics comme des ministères et des directions mais aussi l'Institut africain de l'informatique.